# Itatinga
Itatinga é um município do estado de São Paulo, no Brasil. Sua população estimada em 2020 era de 24 752 habitantes. O município é formado pela sede e pelo distrito de Lobo.

## Toponímia

Do tupi itá (pedra), + ting (branco, claro) + o sufixo -a, formando o que na gramática do tupi é conhecido como uma composição atributiva. O -a ao final é o sufixo substantivador, e não faz parte do adjetivo ting.

"Itatinga" é um termo tupi antigo que significa "pedra branca". Em tupi, é uma composição atributiva formada a partir dos termos itá ("pedra"), ting ("branca") e a (sufixo substantivador).

## História
- Fundação: 24 de julho de 1896 (128 anos)

Antônio Francisco da Silva e José Pinto de Oliveira, em 1881, ergueram, em terras pertencentes à fazenda São João, um cruzeiro. Em 1884, os senhores José Pinto de Oliveira, Antônio Francisco da Silva, major João Pinto de Araújo Novaes, Antônio Cocco e Jacintho Nunes erigiram, no local, a capela de São João de Itatinga, onde, hoje, se encontra a igreja matriz.
Em 1891, por lei estadual do dia 1 de abril, foi criado o distrito de paz de São João de Itatinga. Em 24 de julho de 1896, pela Lei nº 415, foi elevada à categoria de município, emancipando-se do município de Avaré. Em 1914, foi completada a ligação por estrada de ferro com a Estrada de Ferro Sorocabana. Em 1938, o nome do município foi reduzido para, simplesmente, "Itatinga".
Em 1954, coroando o sonho do abade dom Afonso Heum, foi inaugurada a Abadia cisterciense de Nossa Senhora da Assunção, vinda da Alemanha para Itatinga. Um monastério sob a proteção de São Bernardo onde os monges praticam a caridade e fazem votos de pobreza.

## Geografia

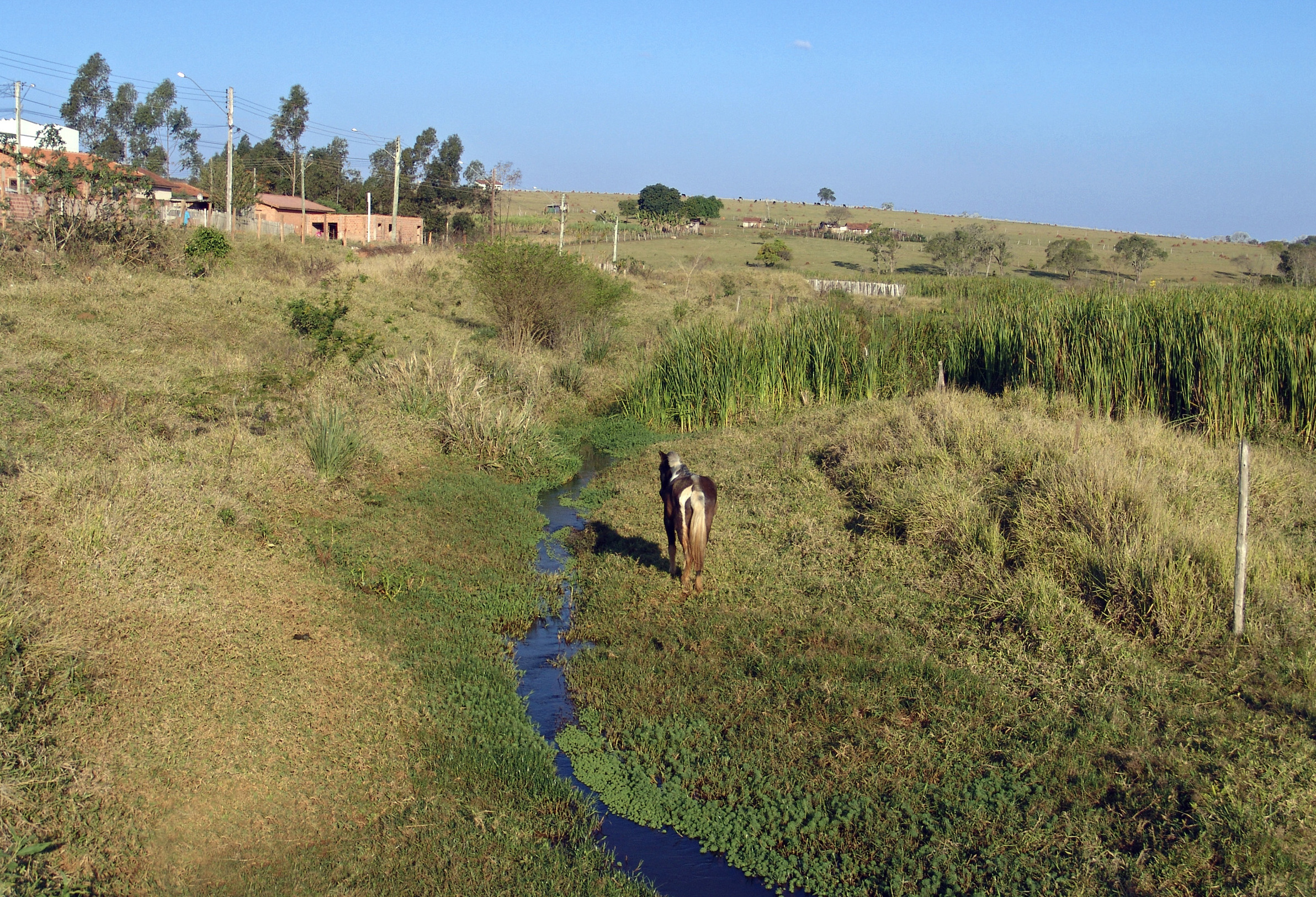
Rio Novo, em Itatinga, bem próximo de sua nascente.

Localiza-se a uma latitude 23º06'06" sul e a uma longitude 48º36'57" oeste, estando a uma altitude de 845 metros.

### Limites do município

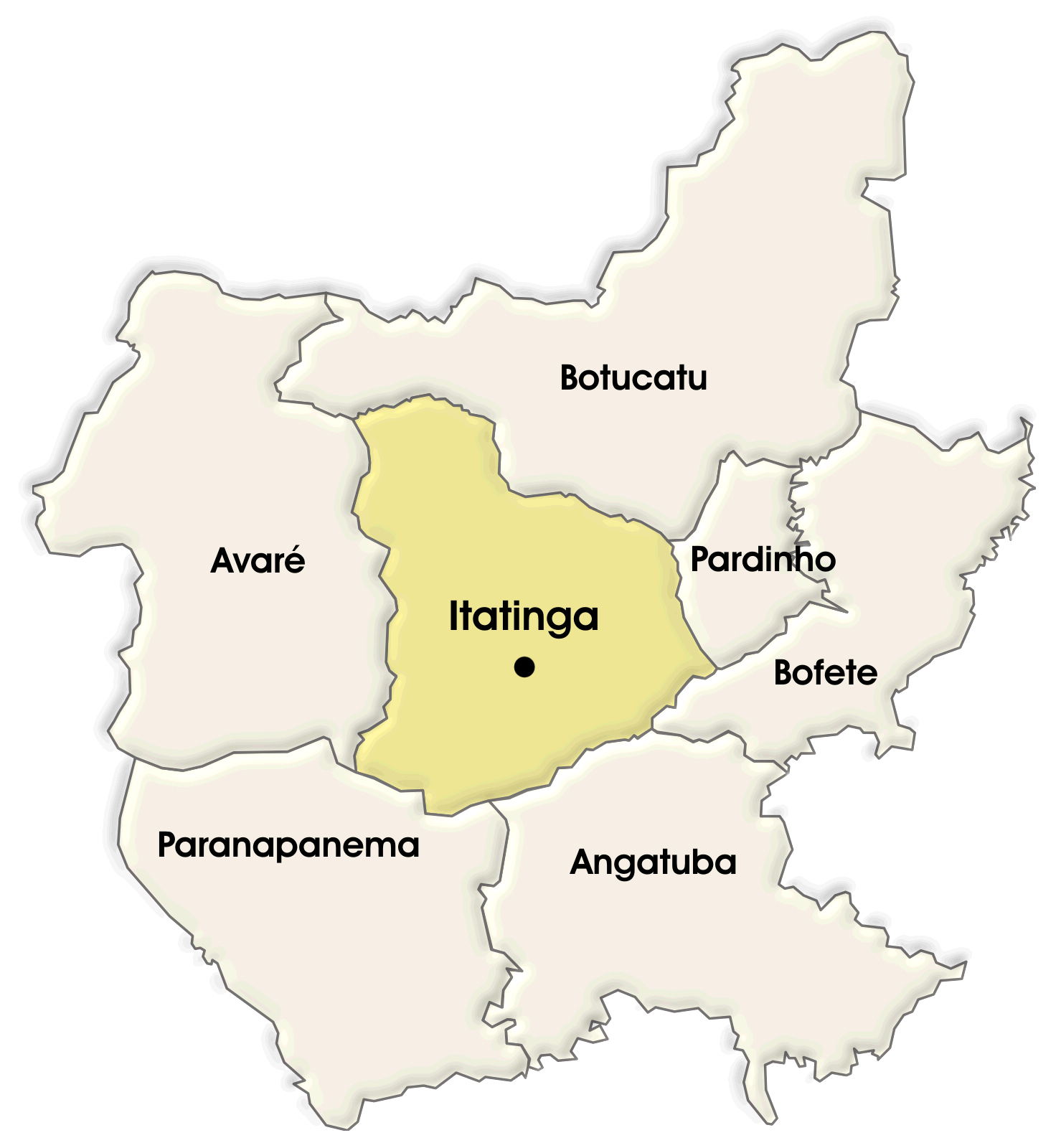
Municípios limítrofes.

- Norte: Botucatu
- Leste: Pardinho e Bofete
- Oeste: Avaré
- Sul  : Angatuba e Paranapanema

### Hidrografia
- Rio Novo
- Rio Pardo
- Rio de Santo Inácio
- Rio Paranapanema
- Represa de Jurumirim

### Rodovias
- SP-280

### Ferrovias
- Linha Tronco da antiga Estrada de Ferro Sorocabana [7]

## Demografia
Dados do Censo - 2012
População total: 23 342
- Urbana: 21 088
- Rural: 2 254
  - Homens: 11 780
  - Mulheres: 11 362
- Densidade demográfica (hab./km²): 15,76
- Mortalidade infantil até 1 ano (por mil): 16,47
- Expectativa de vida (anos): 70,90
- Taxa de fecundidade (filhos por mulher): 2,85
- Taxa de alfabetização: 88,57%
- Índice de Desenvolvimento Humano (IDH-M): 0,759
- IDH-M Renda: 0,672
- IDH-M Longevidade: 0,765
- IDH-M Educação: 0,840

(Fonte: IPEADATA)

### Etnias
| Cor/Raça | Percentagem |
| -------- | ----------- |
| Branca   | 79,8%       |
| Preta    | 2,3%        |
| Parda    | 17,8%       |
| Amarela  | 0,1%        |

Fonte: Censo 2000

## Infraestrutura

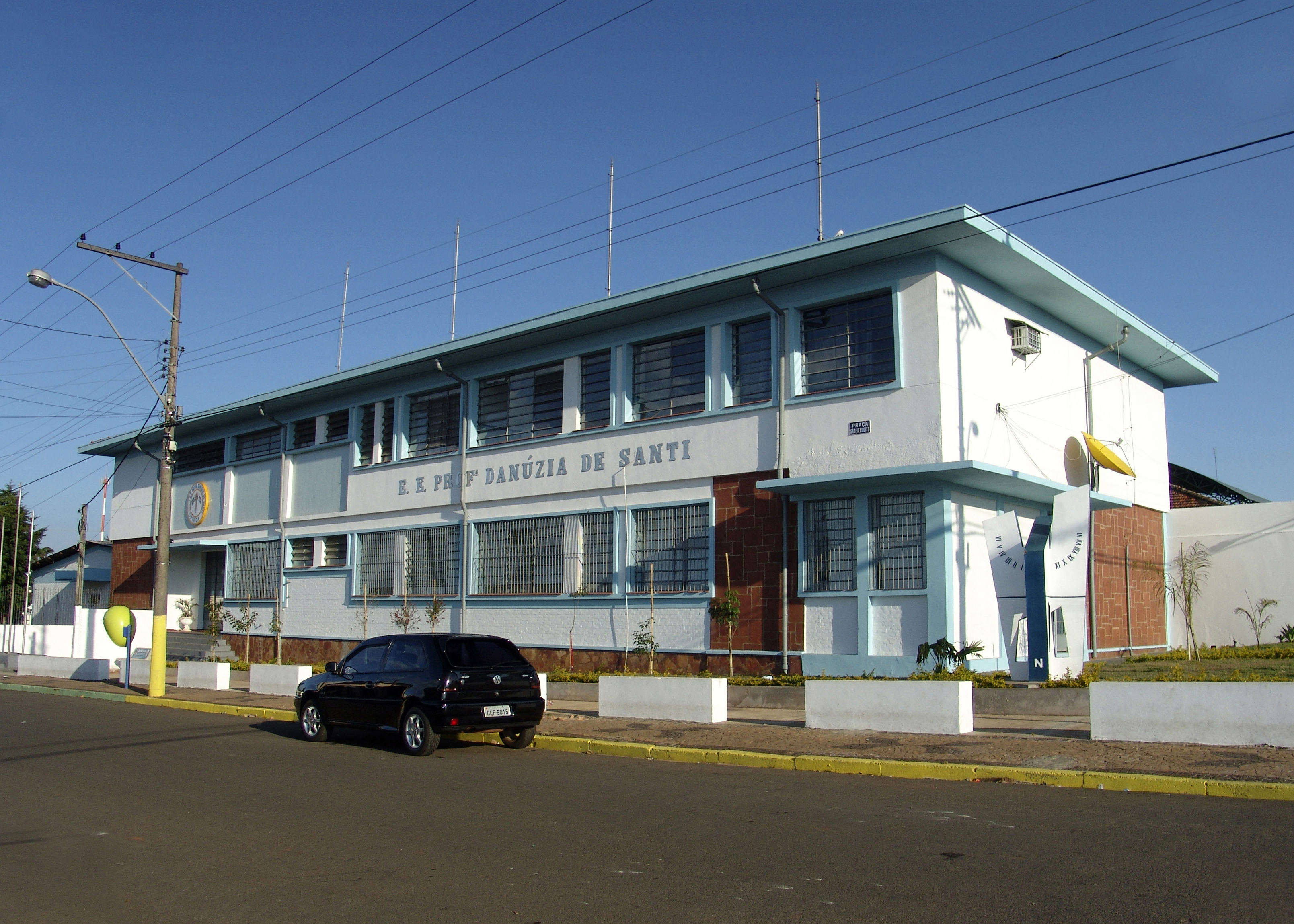
Escola Professora Danúzia de Santi.

### Comunicações
O sistema de telefones automáticos foi inaugurado na cidade em 1979 pela Telecomunicações de São Paulo (TELESP), que também implantou o sistema de discagem direta à distância (DDD) em 1985 com o código de área (0149). Anteriormente a cidade era atendida pela Companhia Telefônica Brasileira (CTB).
Na década de 90 o código DDD da cidade foi alterado para (014), para padronização do sistema telefônico com a telefonia celular que estava sendo implantada em todo o estado.

### Transportes
- Empresa de Ônibus Osastur
- Empresa Anatur
- Empresa Vale do Sol
- Rápido Campinas

## Religião

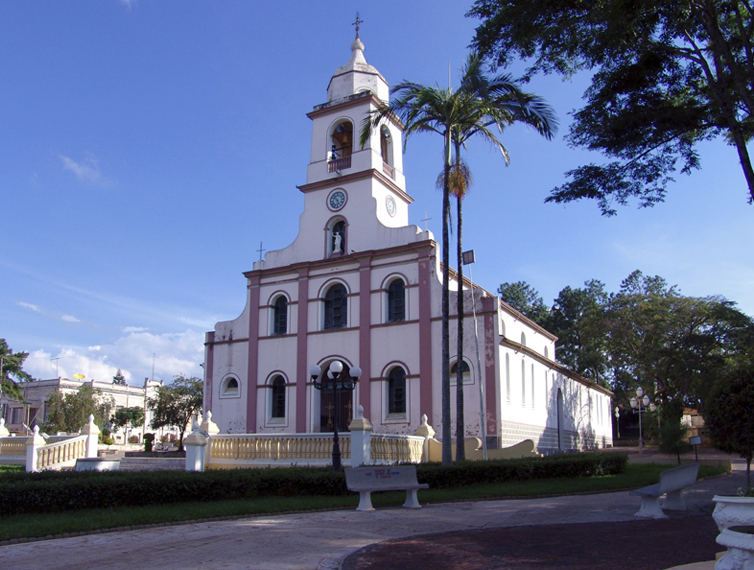
Igreja Matriz de São João Batista.

O Cristianismo se faz presente na cidade da seguinte forma:

### Igreja Católica
- A igreja faz parte da Arquidiocese de Botucatu.[12]

### Igrejas Evangélicas
Entre as igrejas protestantes históricas, pentecostais e neopentecostais, encontram-se na cidade:
- Assembleia de Deus Ministério do Belém.[15][16]
- Congregação Cristã no Brasil.[17]